# Paul Speck (Byzantinist)
Paul Speck (* 19. Dezember 1928 in Mönchengladbach; † 18. August 2003 in Berlin) war ein deutscher Byzantinist.

## Leben
Nach dem Abitur 1948 in Bonn studierte er an der Universität Bonn (Promotion 1956, Staatsexamen 1957), der Universität zu Köln und in Thessaloniki. Nach der Habilitation in München 1970 wirkte er dort als Privat- und Hochschuldozent, bis er 1979 Professor für Byzantinistik an der Freien Universität Berlin wurde. Dort begründete er 1981 die Reihe Poikila Byzantina. Er trat 1993 in den Ruhestand.

## Schriften (Auswahl)
- Theodoros Studites: Jamben auf verschiedene Gegenstände. Berlin 1968, OCLC 875379376 (= Dissertation).
- Die Kaiserliche Universität von Konstantinopel. Präzisierungen zur Frage des höheren Schulwesen in Byzanz im 9. und 10. Jahrhundert. C. H. Beck, München 1974, ISBN 3-406-00414-8.
- mit Studenten des Münchener Instituts für Byzantinistik: Zufälliges zum Bellum Avaricum des Georgios Pisides (= Miscellanea Byzantina Monacensia. Band 24). Institut für Byzantinistik, München 1980.
- Das geteilte Dossier. Beobachtungen zu den Nachrichten über die Regierung des Kaisers Herakleios und die seiner Söhne bei Theophanes und Nikephoros. Habelt, Bonn 1988, ISBN 3-7749-2362-0.
- Ich bin’s nicht, Kaiser Konstantin ist es gewesen. Die Legenden vom Einfluss des Teufels, des Juden und des Moslem auf den Ikonoklasmus. Habelt, Bonn 1990, ISBN 3-7749-2419-8.
- Beiträge zum Thema byzantinische Feindseligkeit gegen die Juden im frühen siebten Jahrhundert nebst einer Untersuchung zu Anastasios dem Perser. Habelt, Bonn 1997, ISBN 3-7749-2794-4.
- Die Interpolationen in den Akten des Konzils von 787 und die Libri Carolini. Habelt, Bonn 1998, ISBN 3-7749-2879-7.